# تپه کافرخار
تپه کافرخار مربوط به دوره تاریخی است و در شهرستان تربت حیدریه واقع شده و این اثر در تاریخ ۱۳ بهمن ۱۳۸۸ با شمارهٔ ثبت ۲۹۰۶۳ به‌عنوان یکی از آثار ملی ایران به ثبت رسیده‌است.